# Rośliny włókniste
Rośliny włókniste, rośliny włóknodajne – rośliny, które dostarczają włókien naturalnych; wyróżniające się od innych roślin ich dużą zawartością, łatwością ich izolacji i właściwościami użytkowymi. Rośliny włókniste dzielone są ze względu na miejsce występowania włókien (cała roślina lub określone organy) oraz przeznaczenie pozyskiwanego z nich surowca. Rośliny włóknodajne dostarczać mogą włókien przędnych służących do wyrobu tkanin i jest to najbardziej ceniony surowiec włókienniczy. Czasem rośliny włókniste utożsamiane są tylko z dostarczającymi włókien nadających się do przędzenia i tkania. Do roślin włóknistych w szerszym ujęciu zalicza się także rośliny dostarczające surowca plecionkarskiego, wyściółkowego, służącego do podwiązywania i papierniczo-celulozowego.
Użytkowanie roślin włóknistych ma miejsce od najdawniejszych czasów istnienia cywilizacji ludzkiej. Pierwotnie, a nawet współcześnie w wielu społecznościach wiejskich, pozyskiwano je ze stanu dzikiego. Później rozpowszechniły się uprawy. Współcześnie coraz większą rolę odgrywa pozyskiwanie włókien roślinnych z odpadów pochodzenia roślinnego powstających w produkcji żywności i w innych gałęziach przemysłu. Rozwija się także przetwórstwo i zakres zastosowań samych włókien – wykorzystywane są w diecie (jako włókno pokarmowe), w przemyśle żywnościowym do produkcji biodegradowalnych błon, do wyrobu biopolimerów, biokompozytów, biopaliw, rozwija się także technologia włókiennicza.
W połowie XX wieku znano ponad dwa tysiące gatunków roślin włóknistych, a w kolejnych dziesięcioleciach odkrywano kolejne, zwłaszcza w strefie międzyzwrotnikowej – np. we florze Filipin zidentyfikowano 800 takich roślin, a w Indiach ponad 450. Do najważniejszych ze względu na wielkość produkcji należą: bawełna, juta, len zwyczajny, konopie siewne i ketmia konopiowata (kenaf).
Rośliny włókniste należą do roślin przemysłowych.

## Włókna roślinne
Włóknami nazywane są silnie wydłużone komórki o ścianach komórkowych silnie wysyconych celulozą. Występują we wszystkich organach wszystkich roślin. Celuloza występuje we włóknach w udziale powyżej 50%, osiągając największe udziały (ponad 90%) we włóknach bawełny i szczmiela białego (ramii), ponad 70% celulozy zawierają włókna lnu zwyczajnego, konopi, puchowca pięciopręcikowego (kapoku). Poza celulozą we włóknach znajdują się tzw. substancje inkrustujące: hemicelulozy, pektyny, ligniny, woski, w mniejszym stopniu taniny, żywice, białka i tłuszcze. Różny udział i skład tych substancji ma wpływ na procesy technologiczne i właściwości włókien. Pektyny przykładowo odpowiadają za powiązania pęczków włókien z tkankami przyległymi i wydobycie włókien wymaga uprzedniego zniszczenia pektyn. Włókna różnych roślin różnią się właściwościami chemicznymi, fizycznymi, morfologicznymi i anatomicznymi, co przekłada się na różną ich długość, barwę, kształty, skład, siłę, trwałość i odporność na działanie wody.

## Podział roślin włóknistych
Ze względu na część roślin wykorzystywaną jako źródło surowca dzieli się rośliny włókniste na takie, których źródłem surowca są:
- cała roślina – zwykle wykorzystywane jako materiał wyściółkowy jak trawy morskie np. z rodzaju zostera i rośliny z rodzaju oplątwa[1];
- pień i łodyga[1]:
  - wykorzystywane w całości – trawy i gałęzie wierzbowe – zwykle jako materiał plecionkarski;
  - wykorzystywane po rozszczepieniu – materiał plecionkarski z pędów drewniejących traw bambusowych;
  - wykorzystywane jest samo drewno – materiał plecionkarski z wiórów drzewnych i włókna drzewne służące do wyrobu papieru i materiałów przędnych;
  - kora:
    - wykorzystywana w całości – zwykle jako materiał plecionkarski (np. z wierzb);
    - wykorzystywana w postaci pasm łyka – w przypadku szczmielu czy brusonecji;
    - rozszczepiana na pojedyncze włókna lub ich pasma – szczmiel, len[1], konopie siewne, ketmia konopiowata (kenaf), juta torebkowa, juta kolorowa i wiele innych[6];

  - włoski łodygowe – np. otężałki i olbrzymki;
  - rdzeń – zwykle do wyrobu papieru (np. Tetrapanax)
- liście[1]:
  - całe lub rozszczepiane – zwykle traw i arekowatych (palm) – stosowane jako materiał plecionkarski, czasem wyściółkowy lub do produkcji papieru;
  - warstwy powierzchniowe – rafia;
  - wiązki przewodzące – z różnych palm – na plecionki, miotły, szczotki, pędzle; z tęgosza mocnego (lnu nowozelandzkiego) i agaw – włókno przędne i do powrozów;
  - włoski – astelia, Oreoseris gossypina;
- korzenie[1]:
  - całe i rozszczepiane – surowce do wiązania i plecionkarstwa;
  - walec osiowy – surowiec plecionkarski i do wyrobu szczotek;
  - rozszczepiane na pojedyncze włókna lub ich pasma – pandan, keben, barwognia;
- kwiaty – słupki kukurydzy i pręciki rozbiału[1];
- owoce – włókna okrywy (kokos właściwy) i włoski (puchowiec i wełniak)[1], trukwa[6];
- nasiona – włoski okrywające bawełny, Beaumontia grandiflora[1].